# 范胡爾公司
范胡爾公司（Van Hool NV）是比利时的一家生产公交车、长途客车、无轨电车和拖车的公司，是比利时公交系统车辆的主要供应商。

## 历史
公司于1947年由创始人贝尔纳·范·胡尔（Bernard Van Hool）在利尔附近的Koningshooikt创立。后来他的八个儿子加入公司。早期产品为根据客户需求、采用多家底盘生产商生产的车身。这种生产方式较灵活，也可设计出优秀的车体，但无法标准化，导致产量低。
1957年2月15日，Van Hool与菲亚特签署协议，Van Hool将菲亚特发动机和其他部件（变速箱、车轴、转向）部门并入，从客车组装厂发展为客车整车厂，名为Van Hool-Fiat，也使公司有能力成为著名客车生产商，发展壮大。同时Van-Hool获得生产和向比利时、卢森堡进口菲亚特卡车的授权，为此成立了子公司Catrabel。Van Hool与Fiat的合作很快获得成功。1958年8月，第100台Van Hool-Fiat下线，至1961年7月总产量便超过500台。这一时期也进口了大量供应北欧的Fiat 682和Fiat 619型卡车。
1971年，Van Hool从克莱斯勒-道奇公司收购了西班牙萨拉戈萨的客车底盘厂，组建Van Hool España（西班牙Van Hool）。然而这家厂大部分产品只销售到伊比利亚半岛的两个国家——西班牙、葡萄牙，剩下的销往拉丁美洲和中东；这些产品型号基本是比利时产品的派生型，但都是采用Barreiros、Ebro、Magirus、梅赛德斯-奔驰、Pegaso、斯堪尼亚、沃尔沃底盘的车体。
1981年，Van Hool终止了与菲亚特的合作，这标志着Van Hool向独立客车厂的方向迈进了一步。此前已有超过10000台客车采用了菲亚特的机器。Catrabel公司同年也停止运作。此后主要采用德国MAN的发动机，也采用DAF和梅赛德斯发动机。
1984年，Van Hool家族决定出售萨拉戈萨工厂，购买者将其更名为Hispano Carrocera。同年Van Hool进入美国市场，出售的第一辆车是采用MAN发动机的T815 Acron。这一型号很快根据当地标准进行修改：采用美国常用的尺寸，增加第三轴，欧洲产机器更换为美制（发动机更换为康明斯或卡特彼勒，变速箱更换为艾利逊，等等）。这些使得Van Hool成功拓展美国市场，数年后成为美国大客车市场重要角色之一。
1990年7月，Van Hool接收了位于布雷的竞争对手LAG Bus。这家公司被改组为Eos Coach Manufactoring Cy，原生产的Atlantic、Panoramic和EOS 100型大客车只有EOS 100型得以保留。没多久，Van Hool就增加了EOS 80、90、90L、200、200L和233型，完成了整个EOS产品线。EOS 100于1994年停产，其余型号在2001年的重新定位中也停产。作为补偿，这家工厂生产T9 CL和TL型。

## 产品
Van Hool的客车基本完全由自己生产，发动机和车轴来自卡特彼勒、康明斯、DAF和MAN，变速箱来自采埃孚或Voith。另有部分产品为使用沃尔沃车厂和斯堪尼亚底盘的车体。
Van Hool在全球共有4500名雇员，年产超过1700台客车（包括整车和车体）和5000台拖车。
Van Hool有欧洲客车生产商中最广的产品系列，但所有设计均使用相似的外观，共用T9平台。公交车同样如此，A系列有多种版本，但外观相同。公司近年来关注新能源技术，推出了燃料电池混合动力和柴-电混合动力公交车。
Van Hool在美国部署了四条产品线：T21系列豪华旅游客车、C20系列旅游客车、TD925双层客车和A系列公交车。在美国的唯一销售商是ABC公司 （页面存档备份，存于）。

### 主要产品
- A308 中巴，全低地板，侧置发动机。有柴油-电力混合动力款
- A309 中巴，低入口
- A320 普通公交（已停产）
- A300 普通公交，全低地板，侧置发动机。有柴油-电力混合动力款
- A300 CNG普通公交
- A360 普通公交，低入口。有柴油-电力混合动力款
- A330 普通公交，全低地板，后置卧式发动机。正在研发柴油-电力混合动力款
- A330 CNG普通公交
- A507 小巴（已停产）
- AG300 铰接公交，有柴油-电力混合动力款
- AG500 铰接公交
- AGG300 双铰接公交
- A330T 无轨电车
- AG300T 铰接无轨电车
- AG300 CNG铰接公交
- AG700

长途客车：
欧洲
- T915 Atlino（新）
- T916 Atlino（新）
- T915 Atlon（新）
- T916 Atlon（新）
- T911 Alicron
- T915 Alicron
- T916 Alicron
- T915 Acron
- T916 Acron
- T917 Acron
- T918 Acron（新）
- T916 Astron
- T917 Astron
- T916 Astronef（新）
- T917 Astronef（新）
- T917 Altano
- T918 Altano
- T919 Altano
- TD925 Astromega
- TD927 Astromega
- 913 CL
- 915 CL
- 915 TL
- 916 TL
- Alizée T9 （以DAF/VDL、奔驰、斯堪尼亚，沃尔沃底盘为基础的标准车体）

北美
- T2140
- T2145
- C2045
- TD925

## 图集

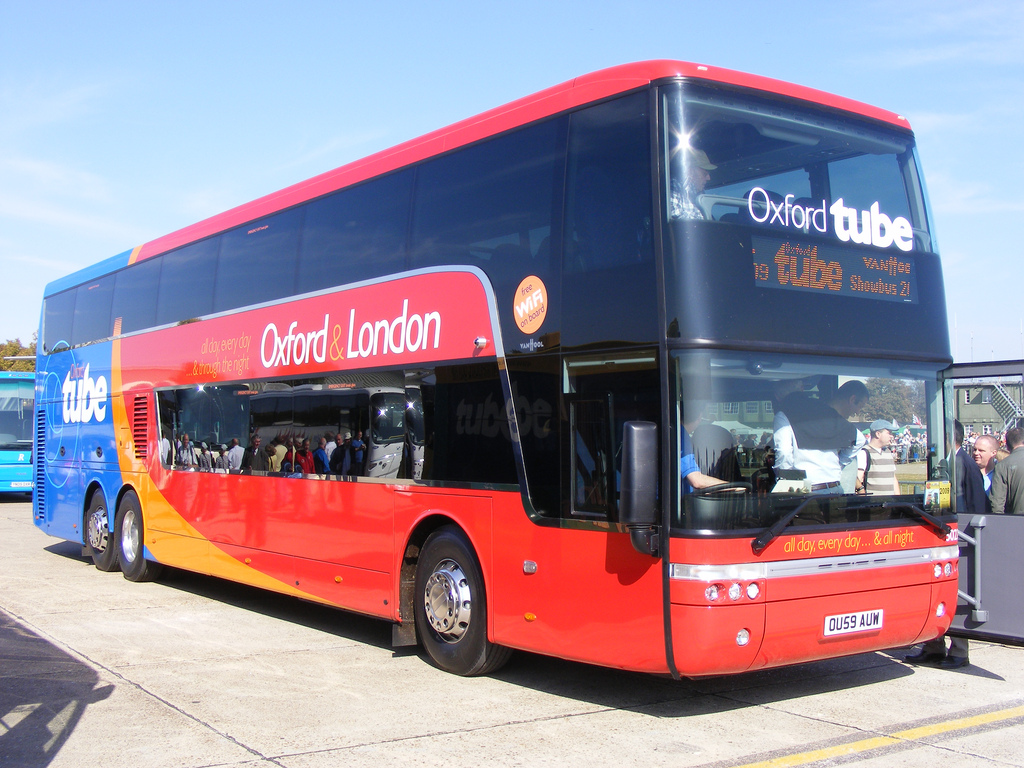
牛津的Van Hool Astromega TD927
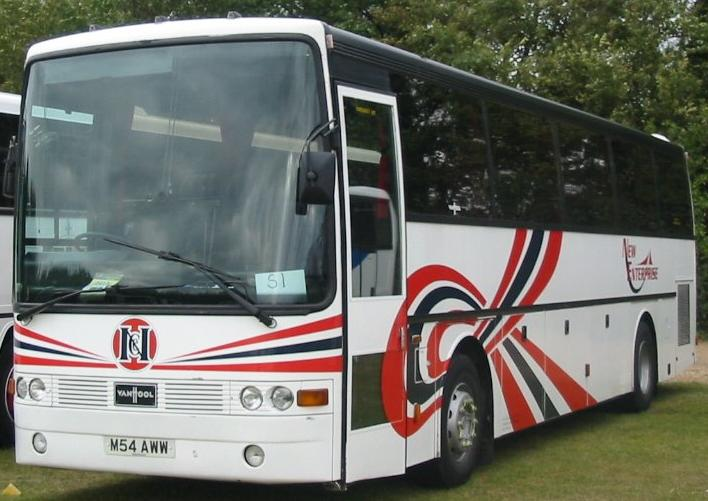
采用Van Hool Alizée HE-II车体的斯堪尼亚K113CRB
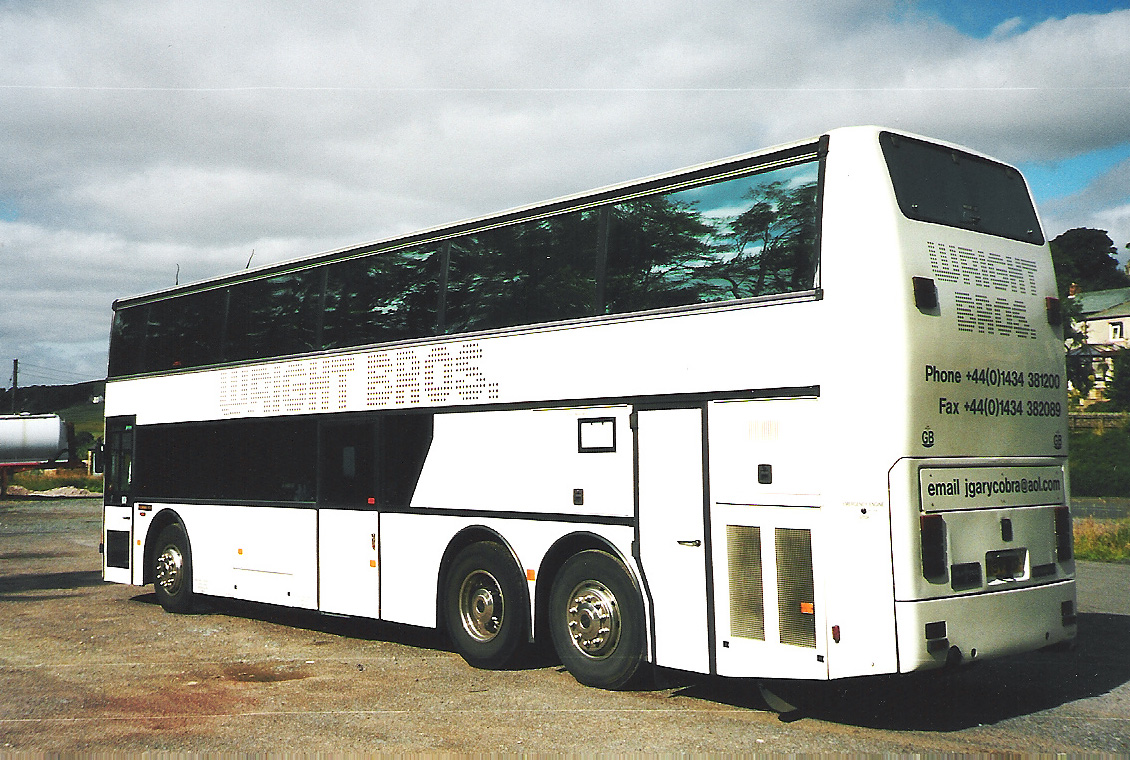
英国版Van Hool双层长途客车
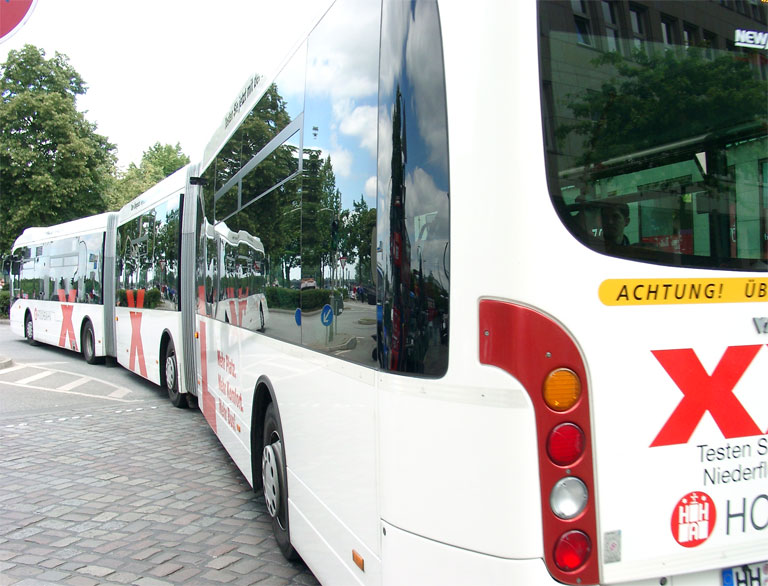
Van Hool双铰接客车“Bendy Bus”
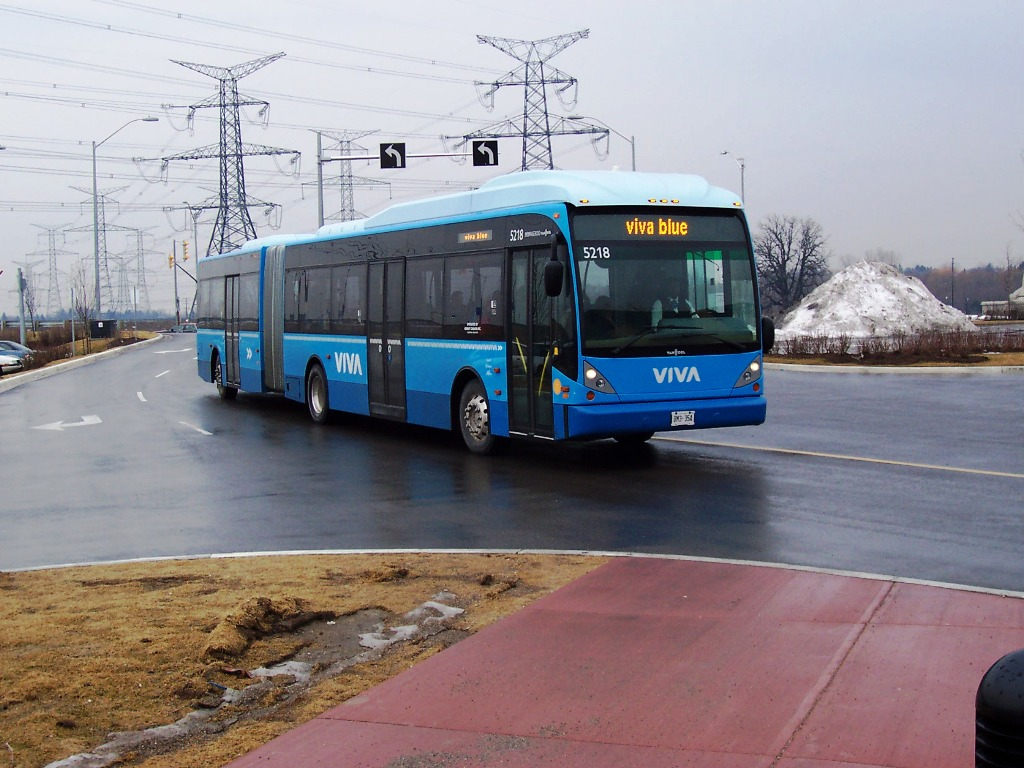
加拿大多伦多的北美款Van Hool铰接客车
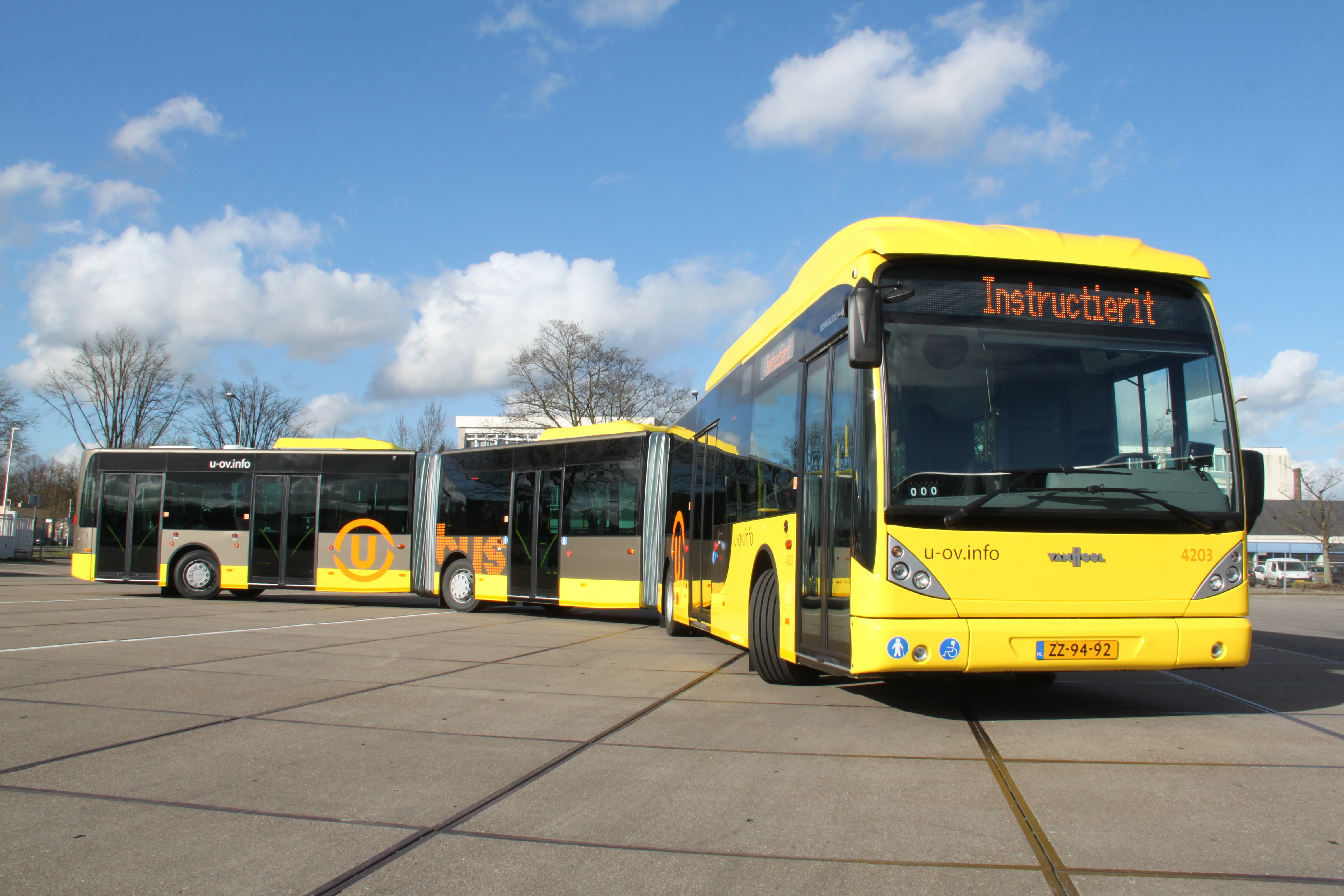
乌得勒支的新AGG300
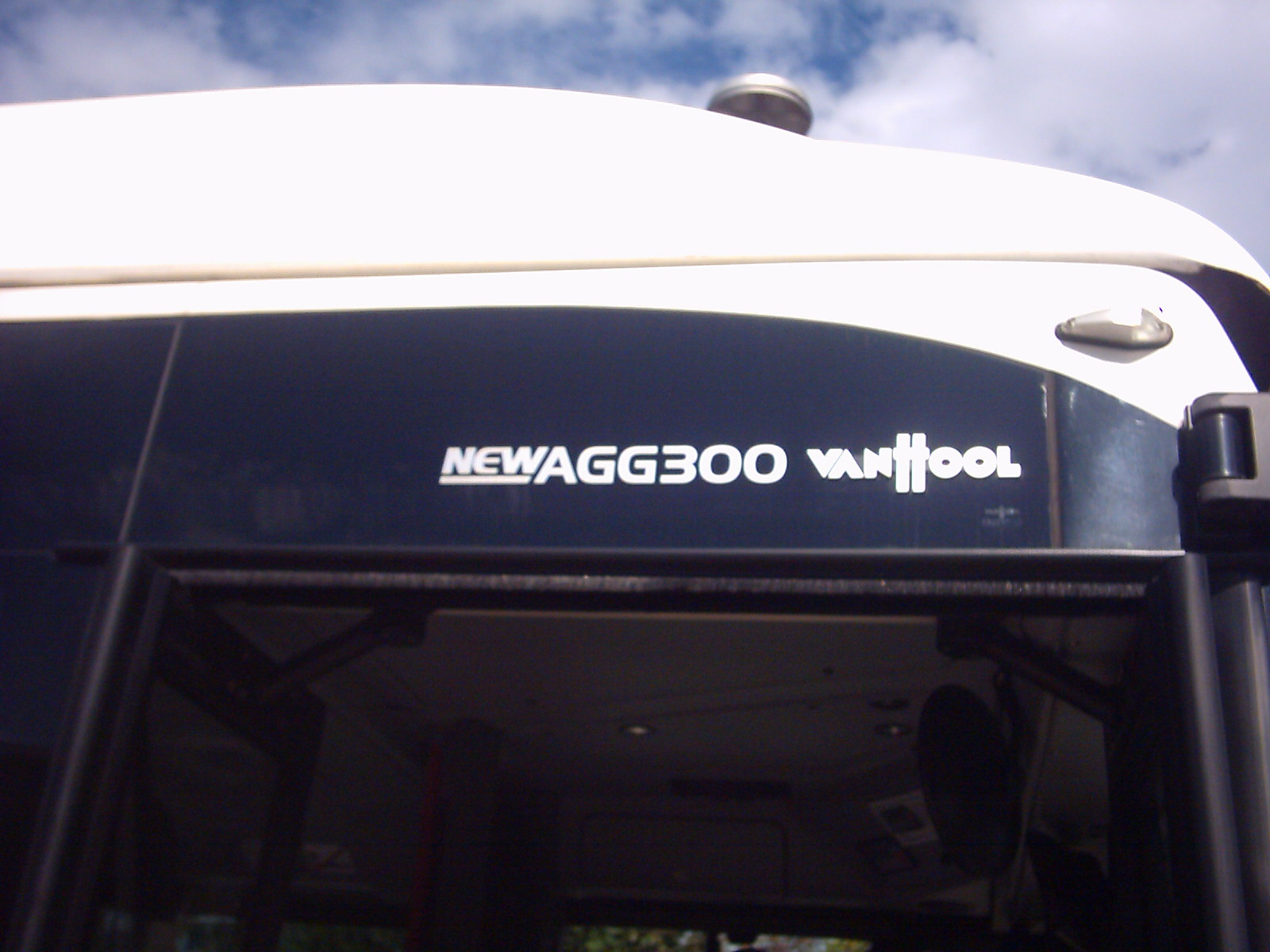
文字“NEW AGG 300  VanHool”
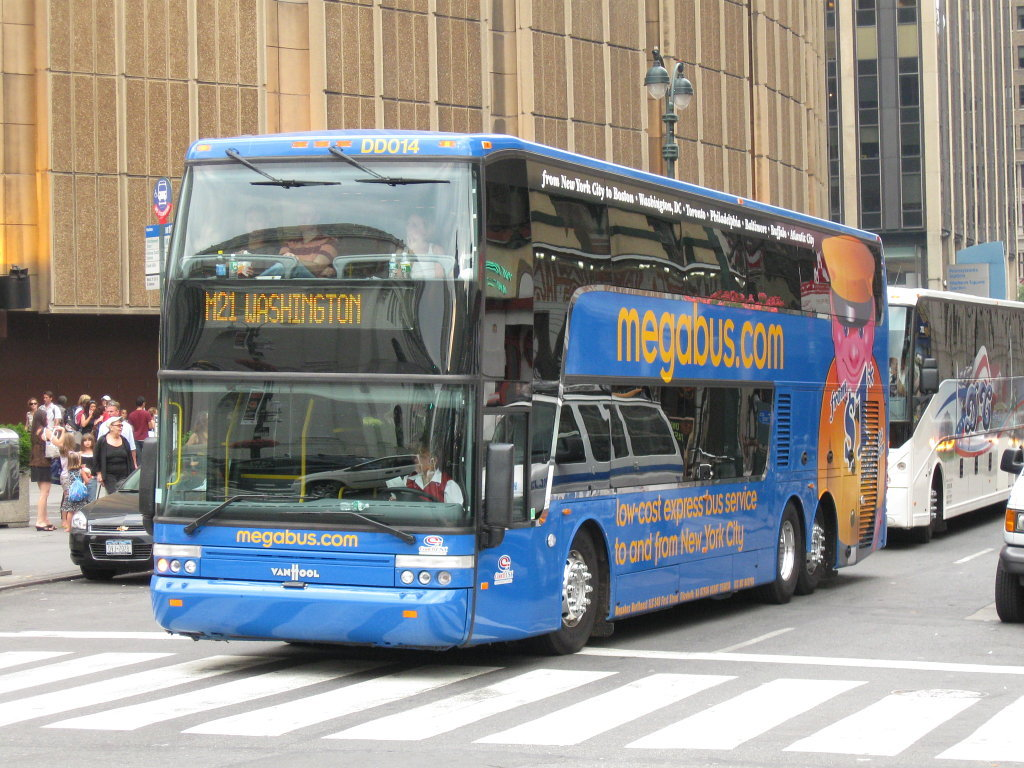
美国的Van Hool Astromega
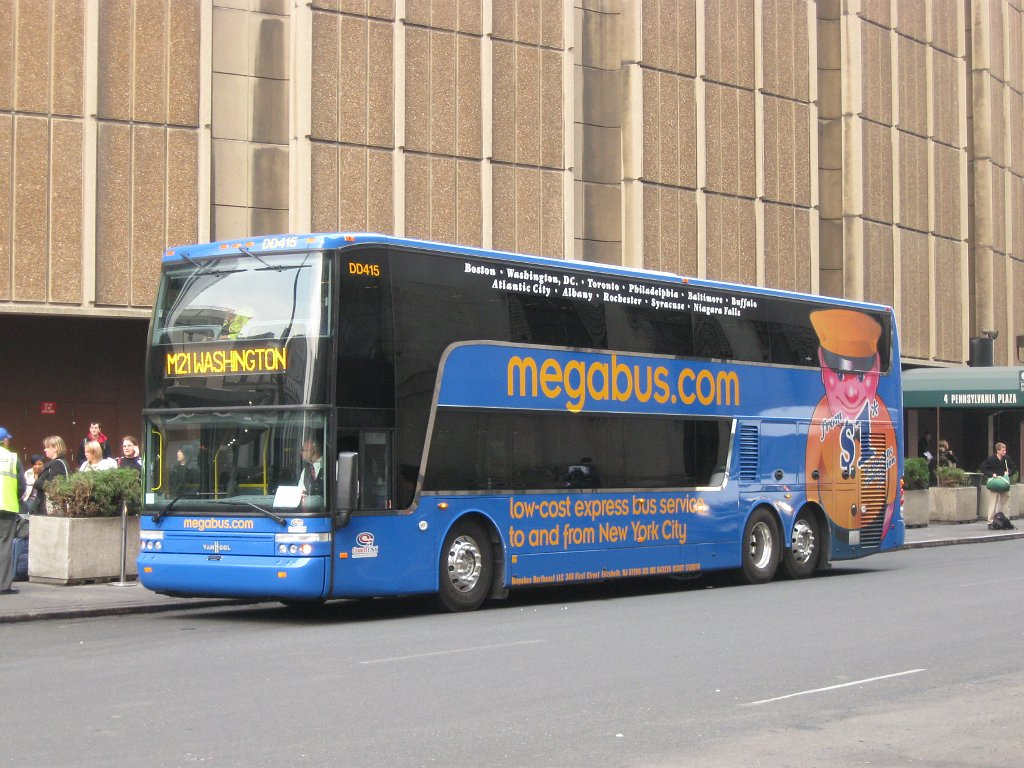
纽约市的Van Hool TD925
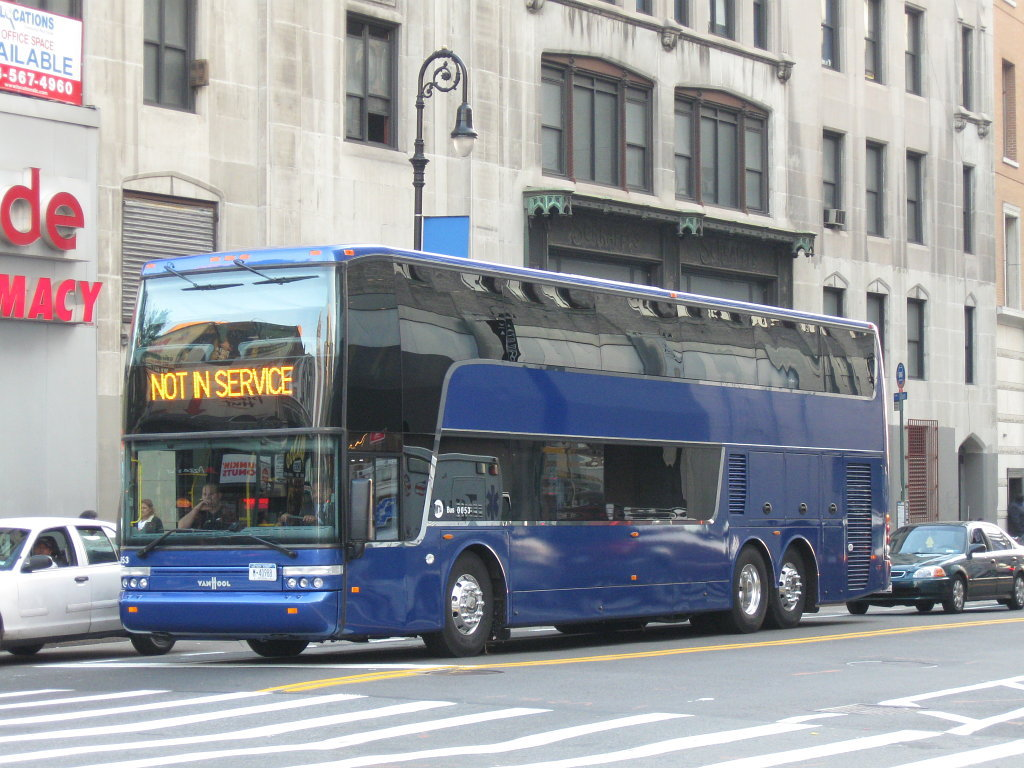
美国的Van Hool Astromega
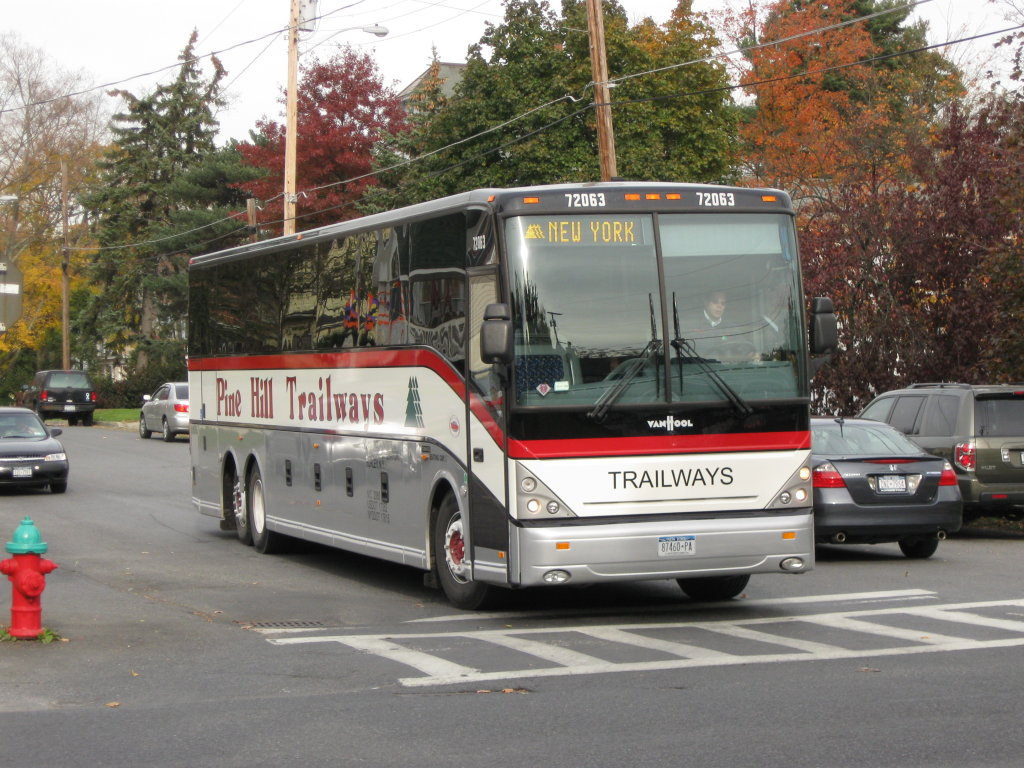
纽约的Van Hool C2045-L
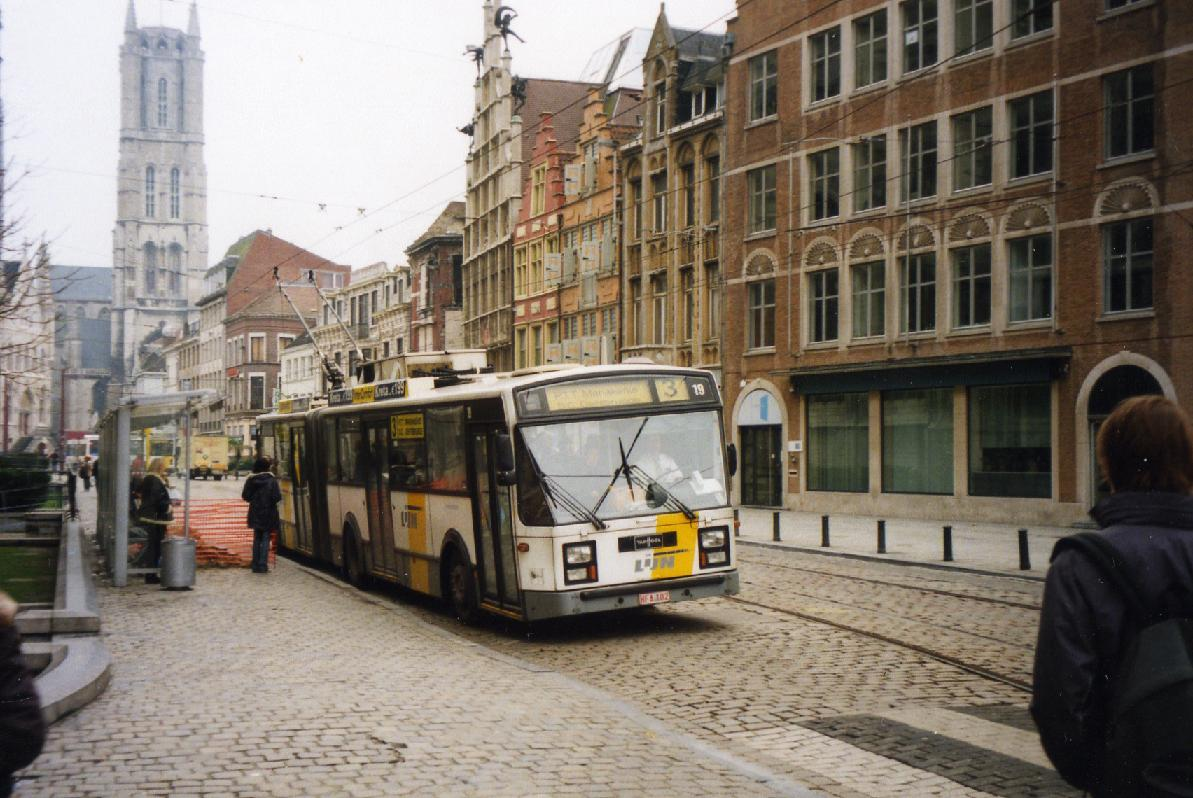
根特的Van Hool
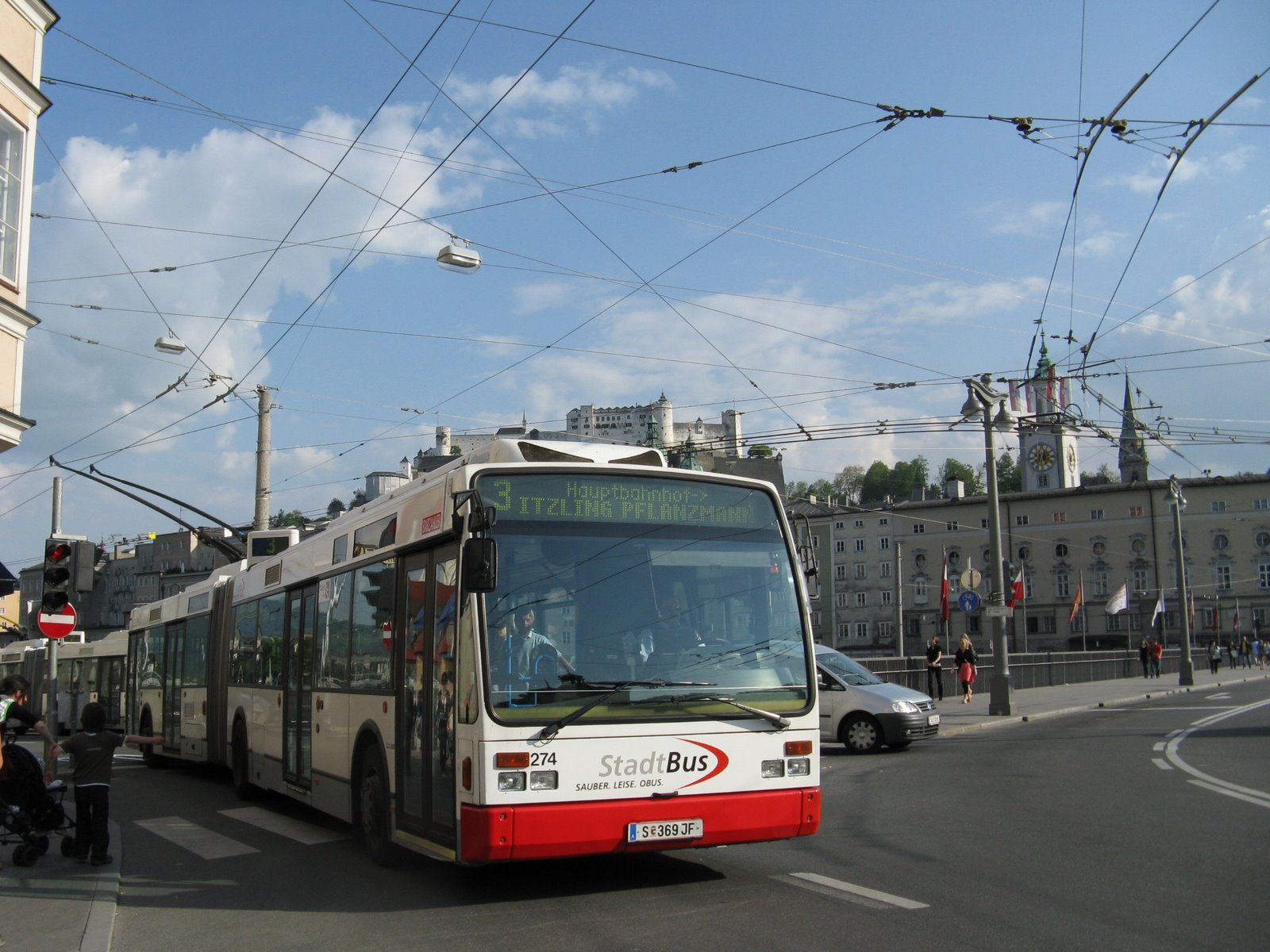
萨尔茨堡的Van Hool
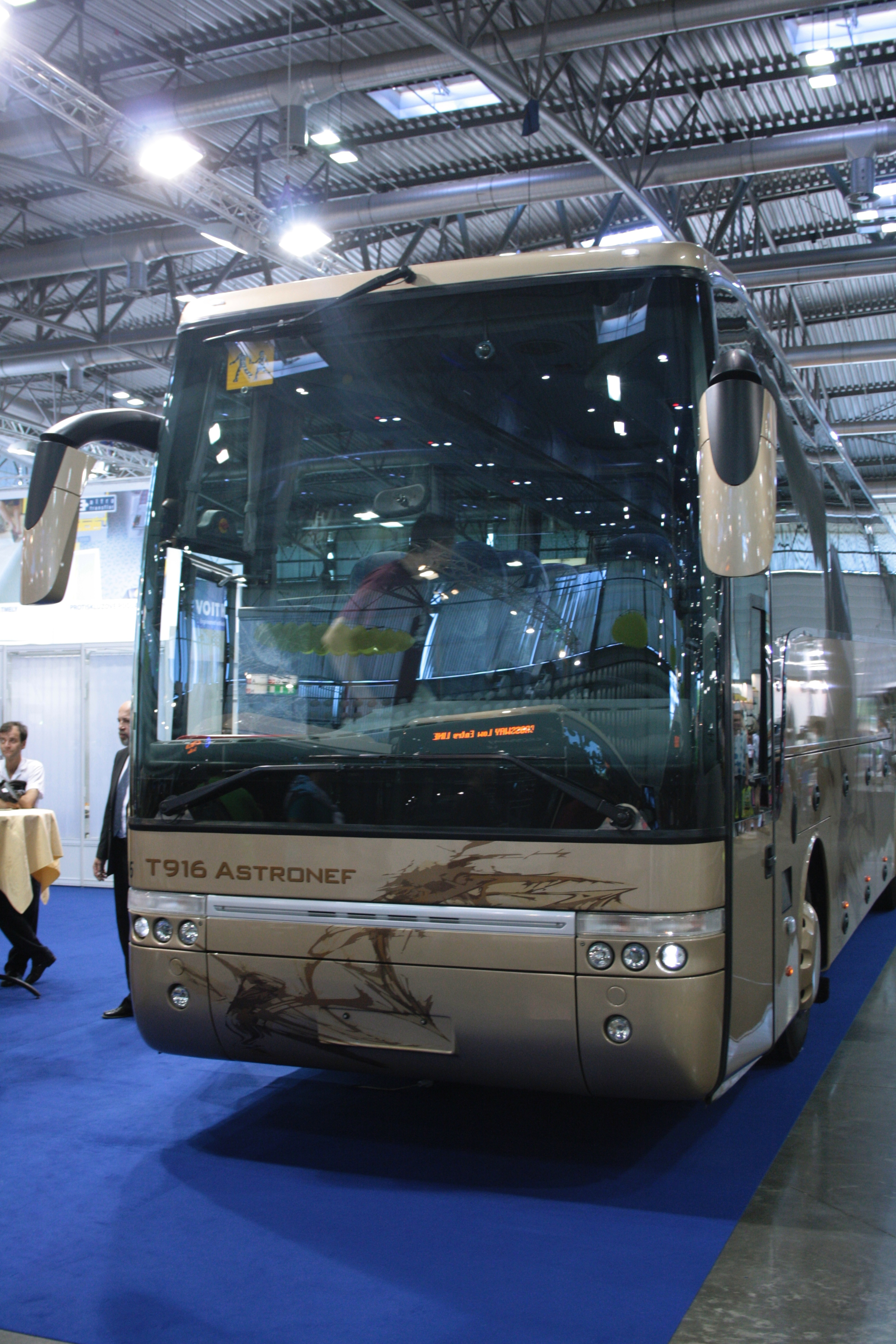
Van Hool 916 Astronef
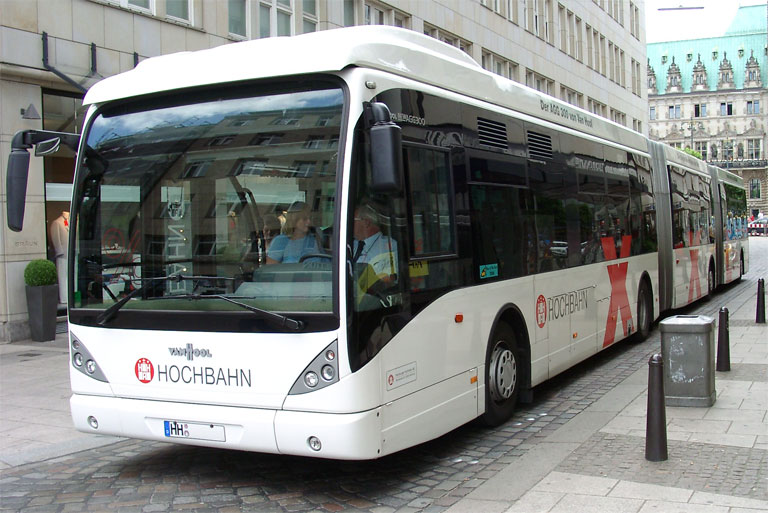
长24.8米的Van Hool AGG300
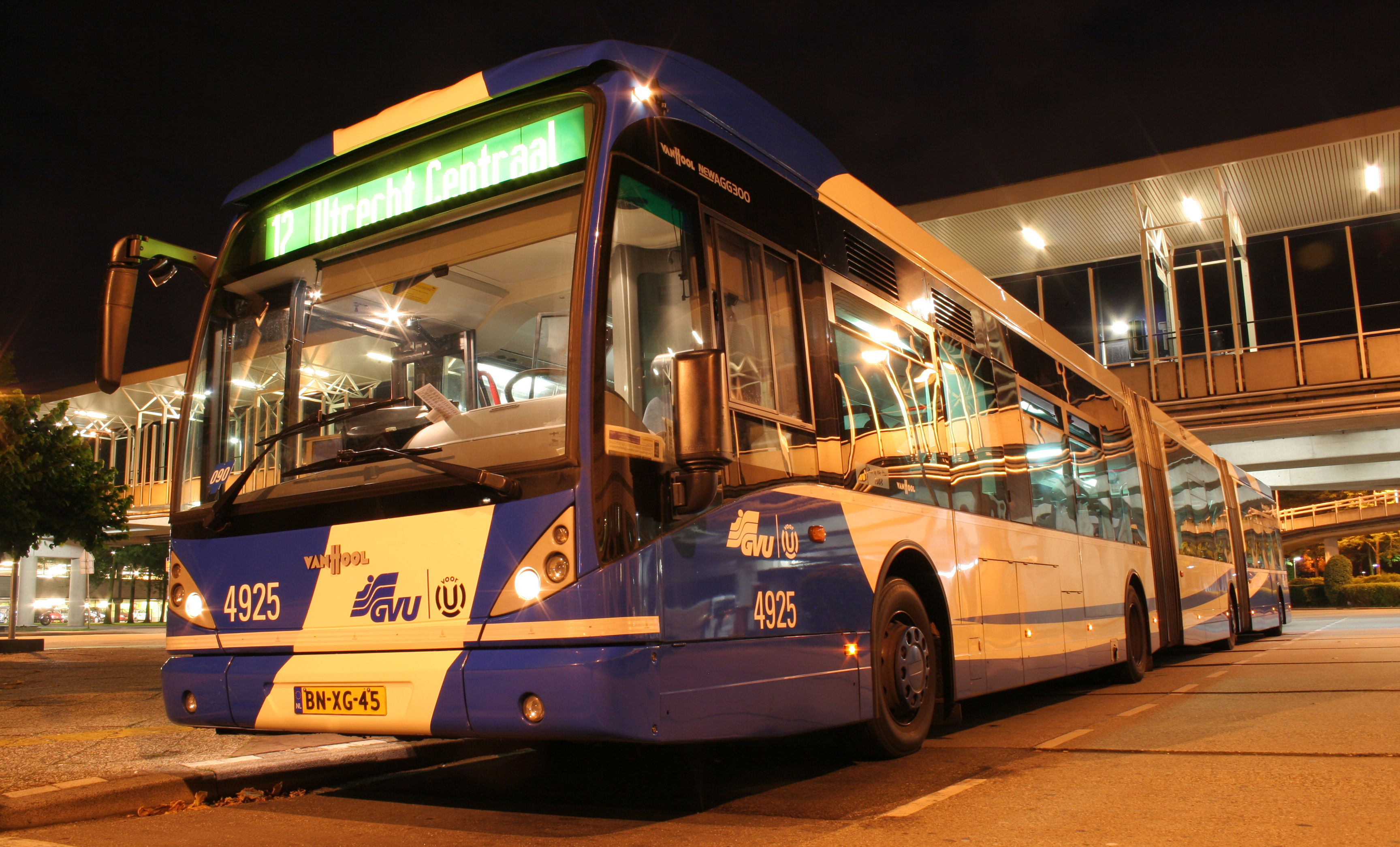
Van Hool AGG300
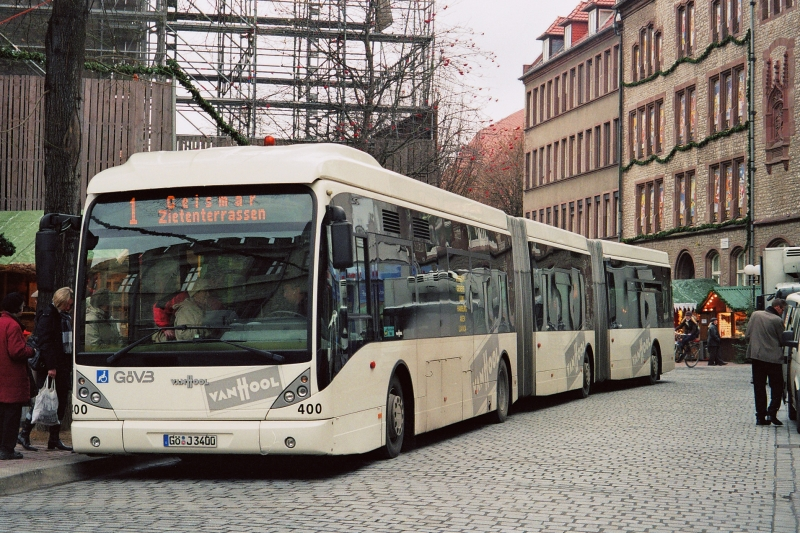
AGG300
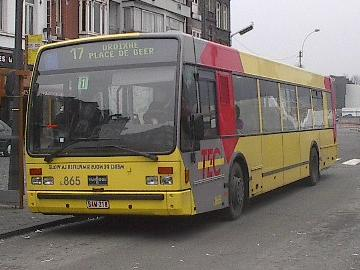
Van Hool
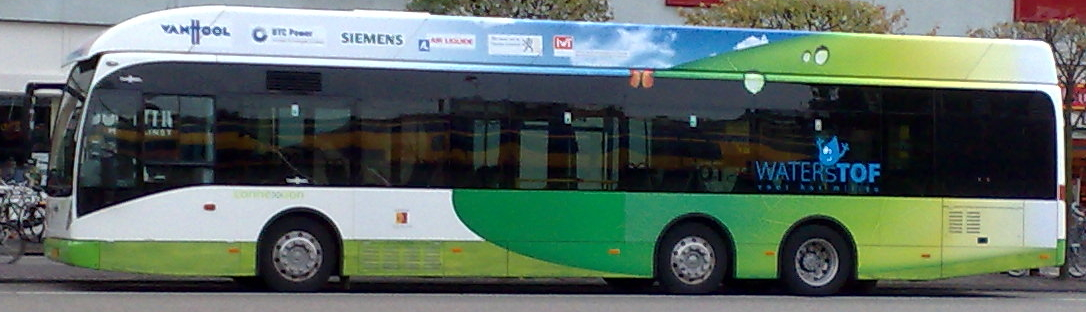
Van Hool A330FC
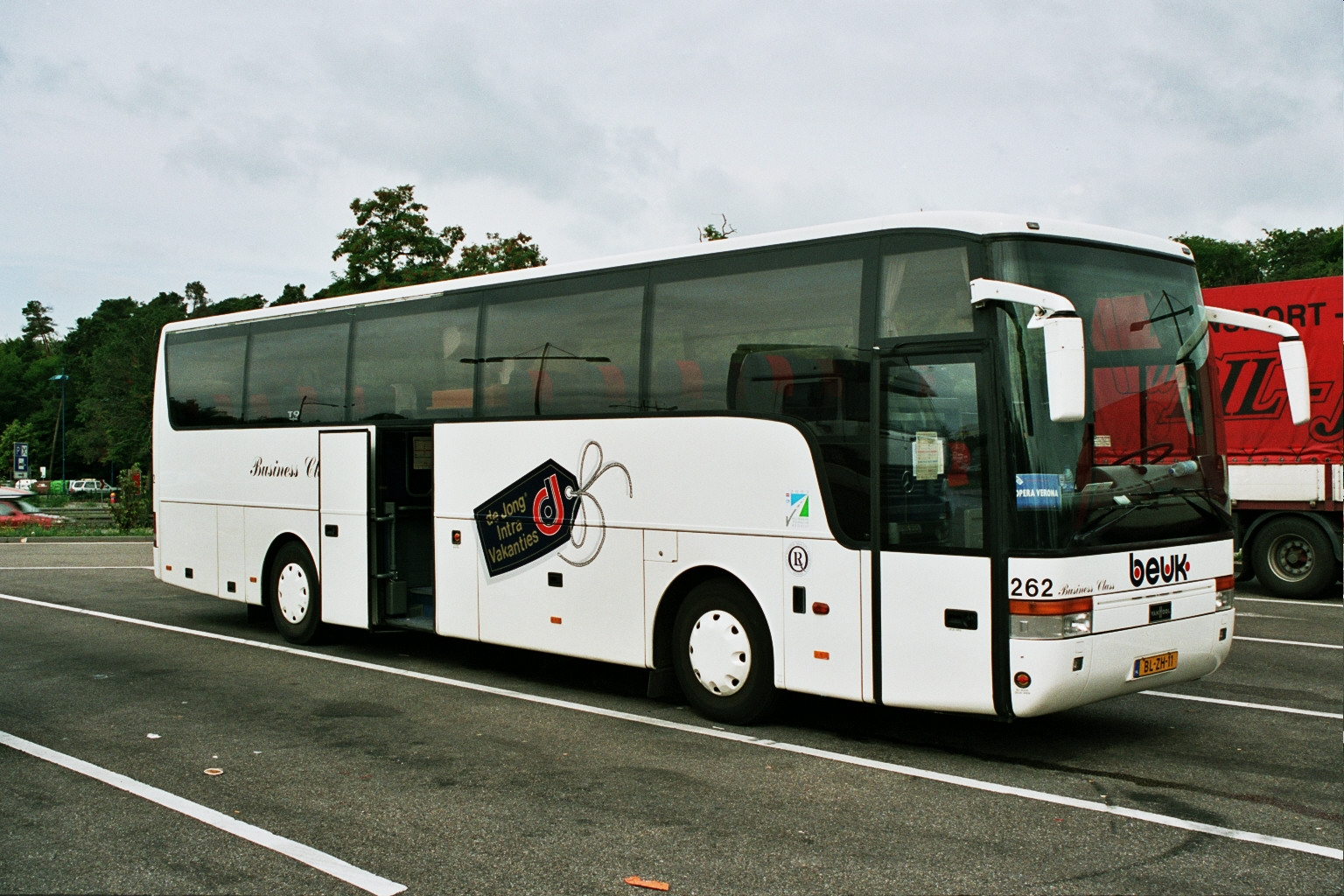
Van Hool T915 Alicron
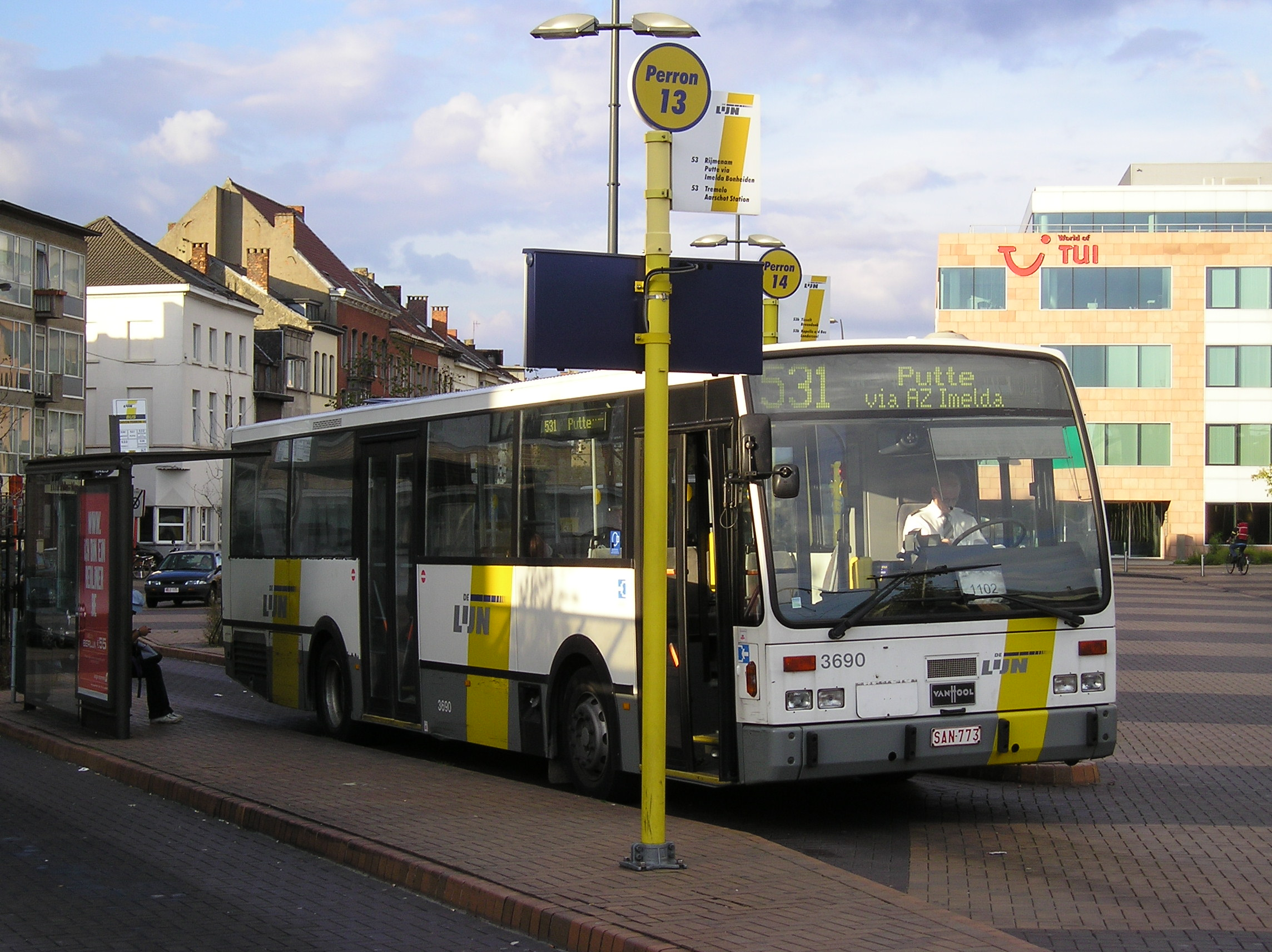
Van Hool A 600
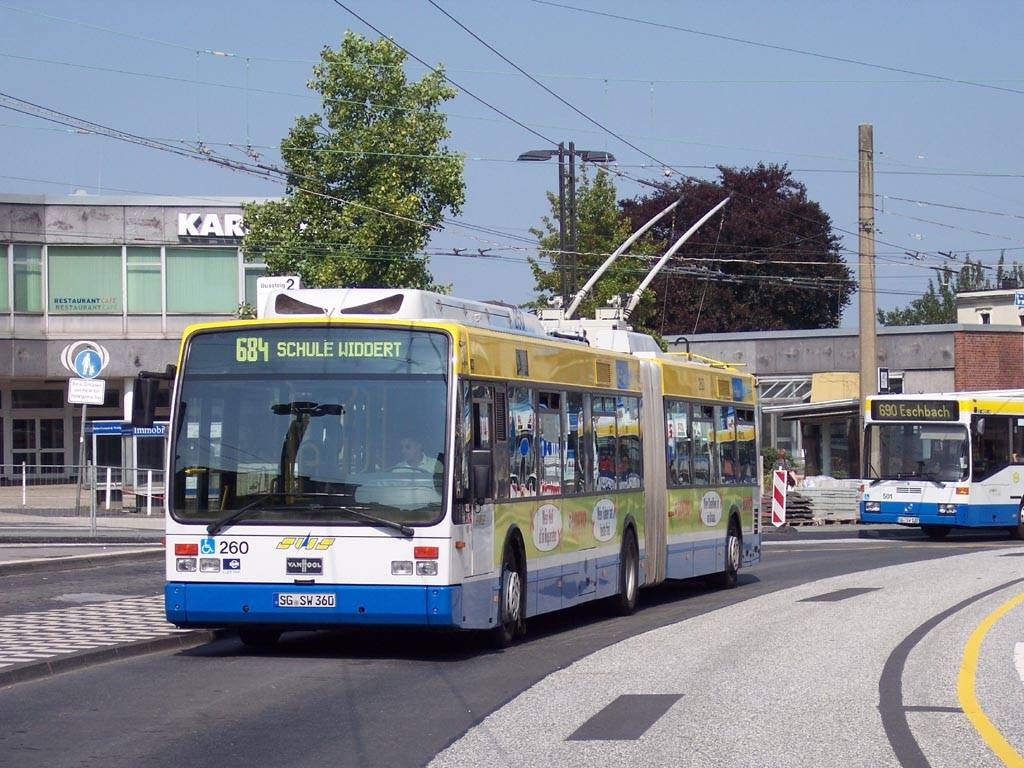
索林根的Van Hool AG 300 T无轨电车
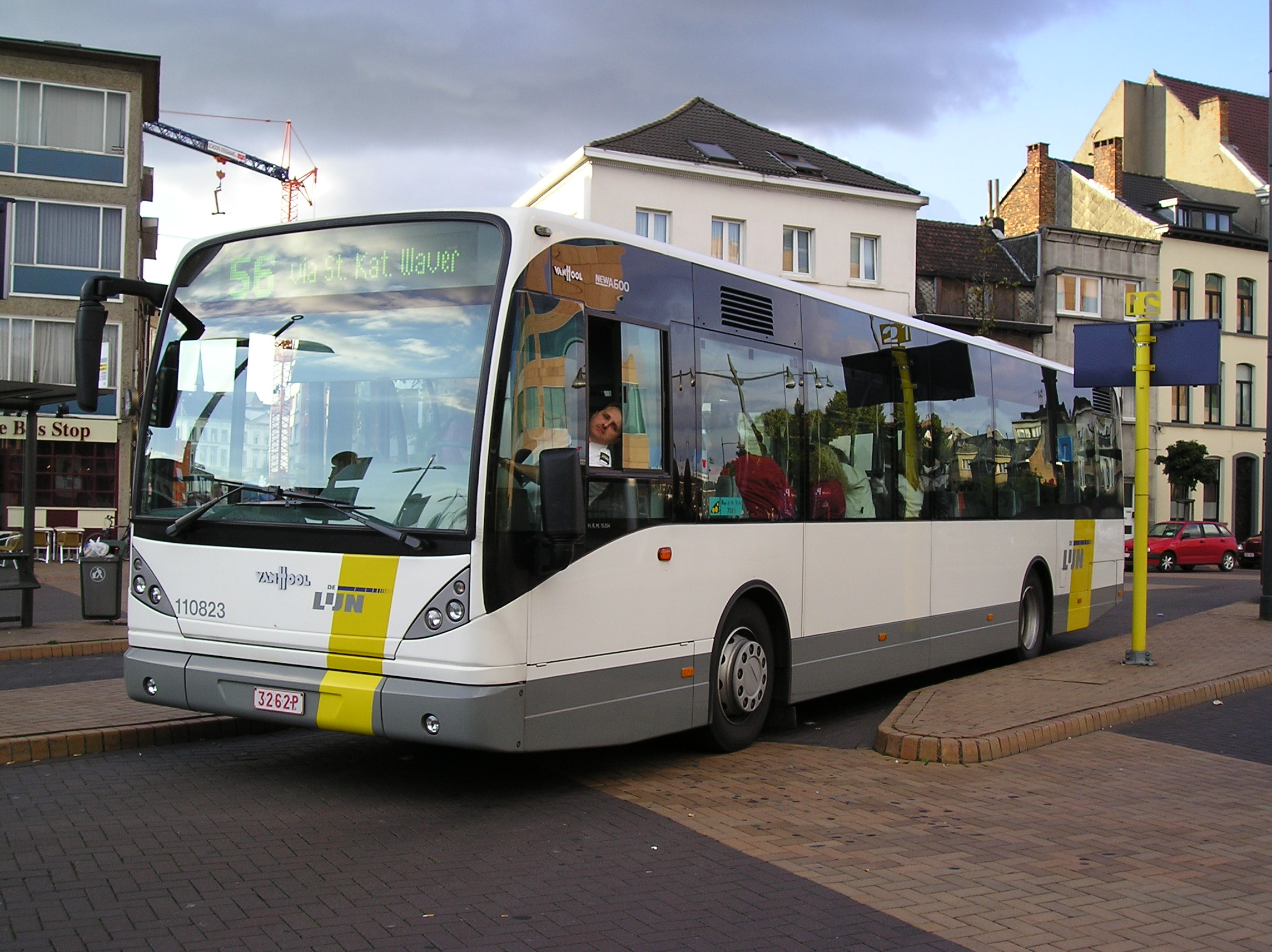
梅赫伦的Van Hool A600
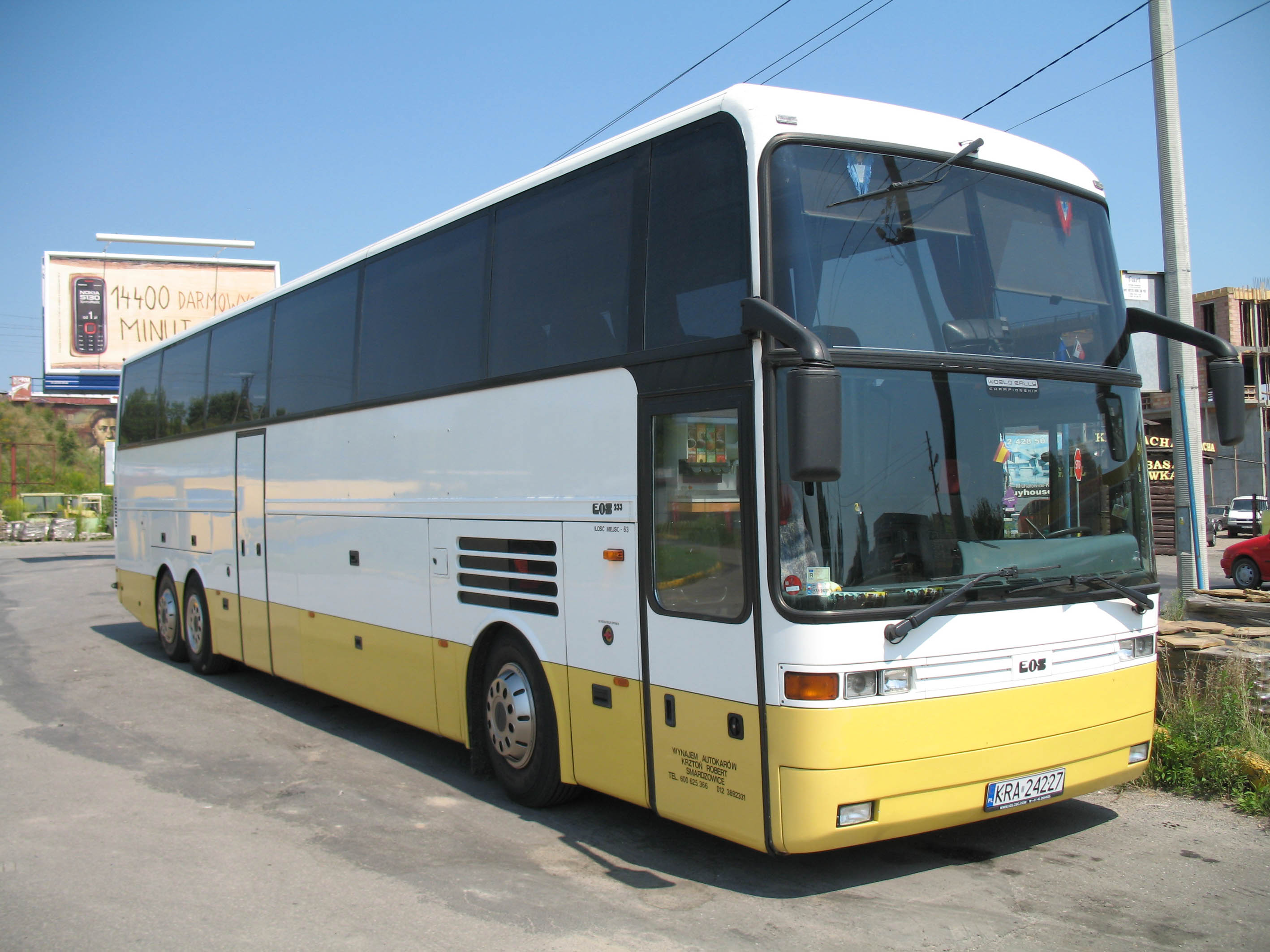
EOS 233
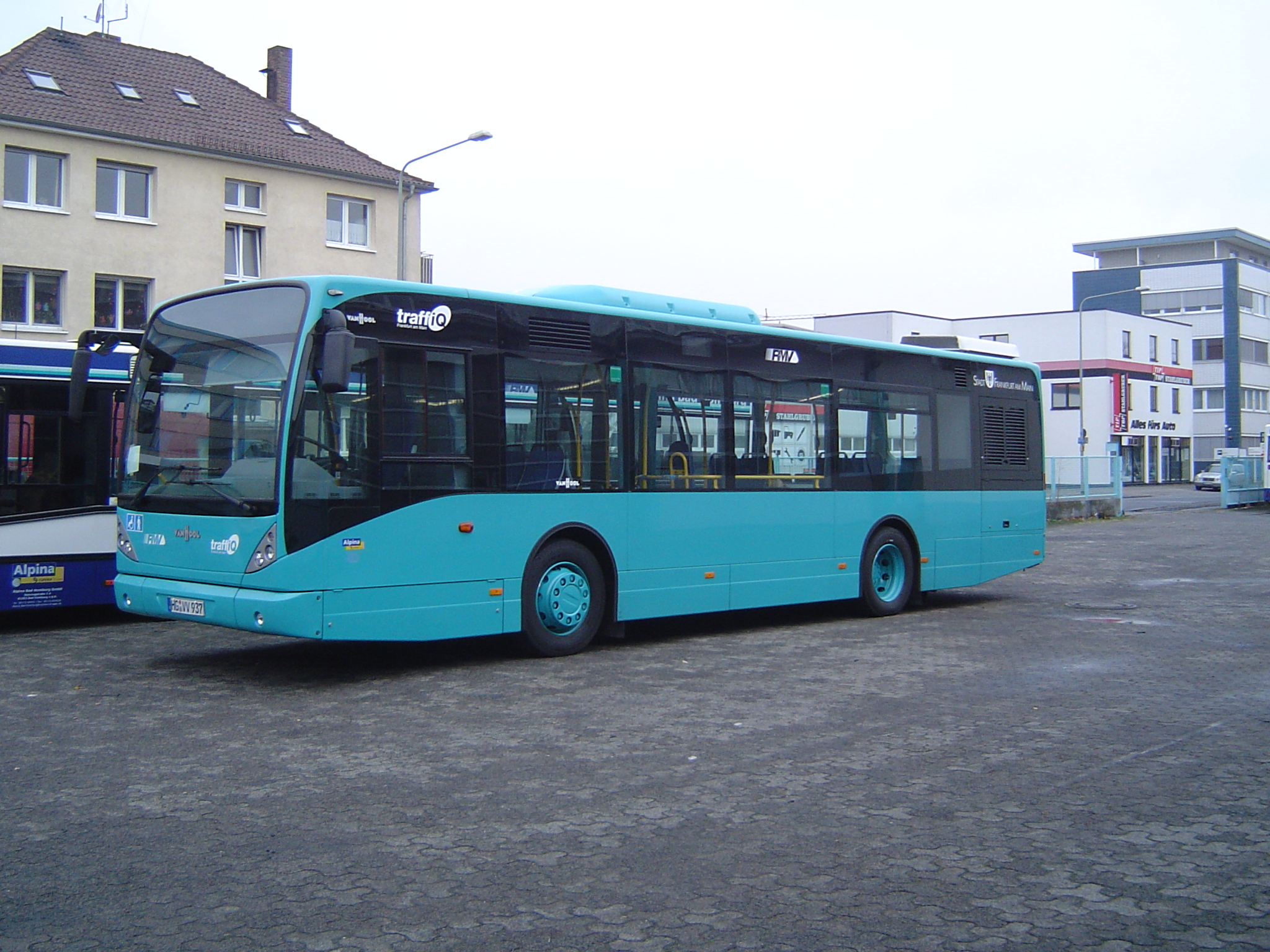
法兰克福的Van Hool A330
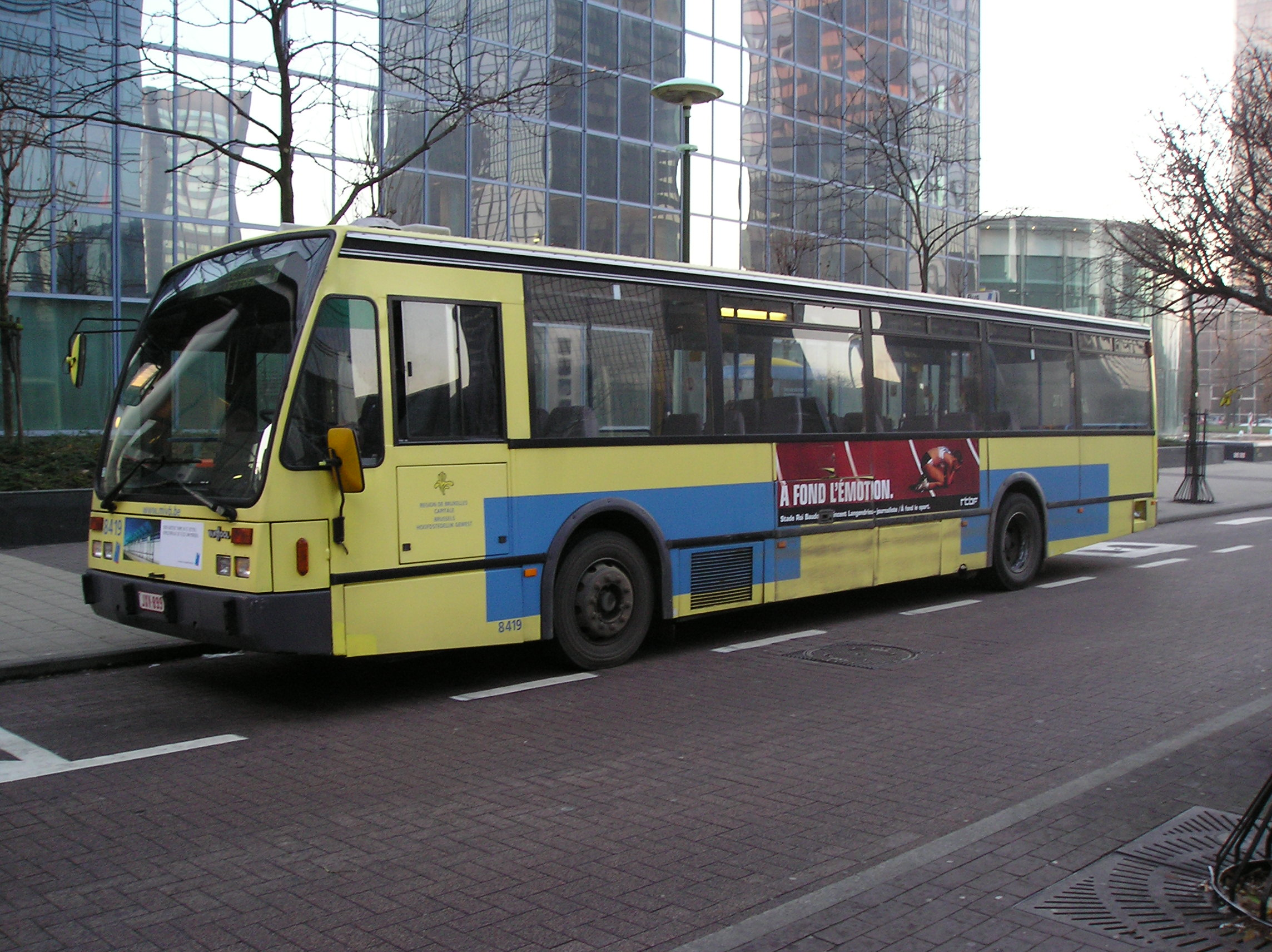
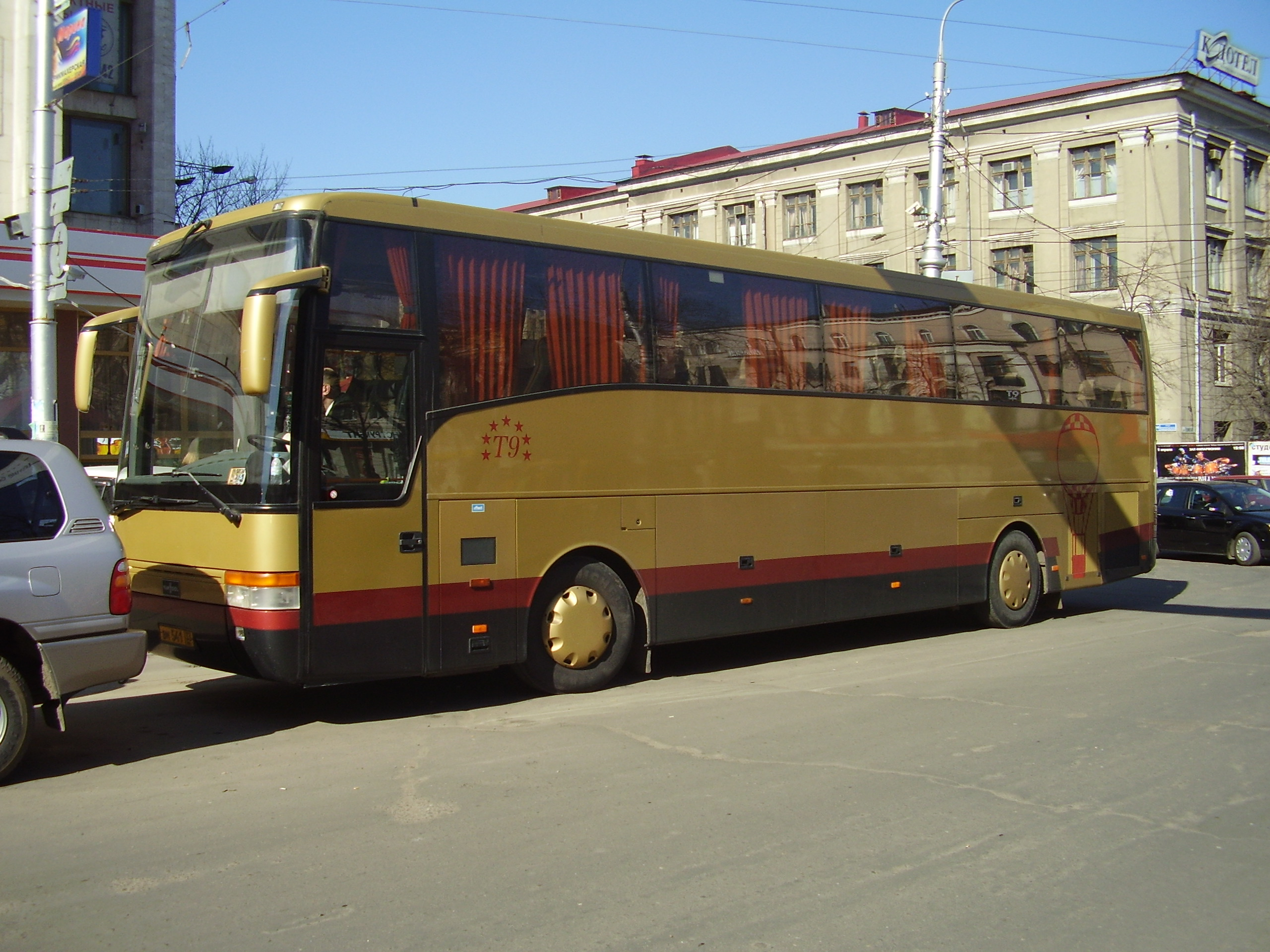
Van Hool T 915 Acron